# Maria Zhang
Maria Zhang (chiń. upr. 张至仪; chiń. trad. 張至儀; pinyin Zhāng Zhìyí; ur. 8 sierpnia 1999 w Krakowie) – polsko-chińska aktorka. Zagrała Suki w serialu Netflixa Awatar: Ostatni władca wiatru.

## Życiorys

### Wczesne życie
Maria urodziła się w Polsce, jej matka jest Polką, a ojciec Chińczykiem. Około roku po narodzinach przeprowadziła się z rodzicami do Pekinu, gdzie dorastała. Następnie przeniosła się do Stanów Zjednoczonych, aby studiować na Uniwersytecie Południowej Kalifornii.
Maria przyznała, że pierwsze kroki w aktorstwie stawiała w rodzinnej polskiej wsi, którą regularnie odwiedza podczas wakacji. Dodając, że jej babcia znalazła ogłoszenie w gazecie, w którym lokalny teatr amatorski poszukiwał młodych aktorów do udziału w przedstawieniu Alicja w Krainie Czarów, więc postanowiła się zgłosić. Maria mówi płynnie po polsku i chińsku, a angielskiego nauczyła się z filmów i programów telewizyjnych.

### Kariera
W 2018 roku Marysia Zhang zadebiutowała w roli Dayny Hu w filmie krótkometrażowym Continuum. W kolejnym roku zagrała w kolejnej krótkometrażówce - Dear Mom
W 2020 roku wystąpiła w serialu internetowym WorkInProgress: A Comedy Web-Series
W 2021 roku wystąpiła w filmie krótkometrażowym All I Ever Wanted. Film był oficjalną selekcją Festiwalu Filmów Azji i Pacyfiku w Los Angeles. A w grudniu 2021 roku została obsadzona w roli Suki, przywódczyni elitarnej kobiecej formacji wojowniczek Kyoshi w serialu telewizyjnym Netflixa z 2024 roku pod tytułem Awatar: Ostatni władca wiatru.

## Filmografia

### Seriale
| Rok  | Tytuł                               | Rola         | Stacja telewizyjna | Uwagi              | Przy. |
| ---- | ----------------------------------- | ------------ | ------------------ | ------------------ | ----- |
| 2020 | WorkInProgress: A Comedy Web-Series | Ani Dinh     |                    | Serial internetowy | [ 4 ] |
| 2024 | Awatar: Ostatni władca wiatru       | Suki         | Netflix            | 1 odcinek          | [ 4 ] |
| 2025 | Rekrut                              | Kylie Thomas | ABC                | 2 odcinki          | [ 8 ] |

### Filmy
| Rok  | Tytuł             | Rola     | Uwagi                                               | Przy. |
| ---- | ----------------- | -------- | --------------------------------------------------- | ----- |
| 2018 | Continuum         | Dayna Hu | Film krótkometrażowy, wymieniona jako Marysia Zhang | [ 5 ] |
| 2019 | Dear Mom          | Vivian   | Film krótkometrażowy                                | [ 4 ] |
| 2021 | All I Ever Wanted | Jennifer | Film krótkometrażowy                                | [ 4 ] |